# Francisco de Caldas Pereira
Francisco de Caldas Pereira y Castro (¿Tuy?, 1543-¿Coímbra?, 1597) fue un jurista español. Desarrolló su carrera como tratadista, abogado y profesor en Portugal, donde ocupó distintos cargos de responsabilidad política.

## Biografía
Nació en el seno de una familia noble. Su madre era Francisca Cadaval, casada con su padre, Antonio de Caldas Pereira de Castro Sousa y Magallanes, que era caballero de la Orden de Santiago y comendador de Tuy. Por otra parte, su trayectoria y obra estuvo muy influenciada por su tío, el humanista y latinista Álvaro de Cadaval. Caldas Pereira se formó inicialmente en el Colegio de San Jerónimo en Santiago de Compostela, pasó a Salamanca más tarde donde alcanzó el grado de bachiller en jurisprudencia y se licenció en la Universidad de Coímbra. A partir de ese momento se estableció definitivamente en Portugal. Fue abogado en Braga y Lisboa, oidor de la Audiencia de Oporto y Consejero Real de Felipe II. Por breve tiempo ocupó la cátedra de Derecho cesáreo en el Colegio Mayor de Santa Cruz de Coímbra.
Falleció antes de poder publicar la mayor parte de su obra. En ella se distinguen algunos manuales y compendios como Singularis et excellens tractatus et analyticus commentarius et syntagma de nominatione emphyteutica eiusque successione et progressu: tam pramaticis et agistratibus quam etiam in academia versantibus utillissimus, que vio la luz una década antes de fallecer, De universo iure emphyteutico syntagma tripartitum, Analyticus commentarius siue ad typum instrumenti emptionis et venditionis tractatus o Commentarius analyticus ad celebratissimam leg. si curatorem habens, Cod. De in integrum restitutione Minorum;Cum noua eiusdem auctoris additione ... publicados en Frankfurt en 1612-13, 1619 y 1622 respectivamente. El conjunto de su trabajo se publicó en siete volúmenes en 1660. Ciento cincuenta años después de su muerte (1745), se volvió a recopilar el conjunto bajo el título Opera omnia juridica en Cologny (Suiza).
Estuvo casado con Ana de Rocha y tuvo dieciséis hijos, uno de ellos, Gabriel Pereira de Castro, jurista también, doctor en Derecho canónico.